# 塞丽娜·卡尼
塞丽娜·卡尼（1999年9月7日—），印尼女子羽毛球運動員。

## 簡歷
2016年9月，塞丽娜·卡尼出戰新加坡國際系列賽，與米歇尔·克里斯廷·班达索合作拿得女子雙打比賽亞軍；同年12月，二人又在印度國際挑戰賽，贏得女子雙打比賽冠軍。

## 主要比賽成績
只列出曾進入準決賽的國際賽事成績：
| 年份   | 賽事                       | 公開賽級別 | 項目     | 拍檔                          | 成績   |
| ------ | -------------------------- | ---------- | -------- | ----------------------------- | ------ |
| 2015年 | 世界青年羽毛球錦標賽       | 其他       | 混合團體 | －                            | 亞軍   |
| 2015年 | 马来西亚青少年羽毛球锦标赛 |            | 女子雙打 | 米歇尔·克里斯廷·班达索        | 準決賽 |
| 2016年 | 新加坡羽毛球國際系列賽     | 國際系列賽 | 女子雙打 | 米歇尔·克里斯廷·班达索        | 亞軍   |
| 2016年 | 印度羽毛球國際挑戰賽       | 國際挑戰賽 | 女子雙打 | 米歇尔·克里斯廷·班达索        | 冠軍   |
| 2017年 | 亞洲青年羽毛球錦標賽       | 其他       | 混合團體 | －                            | 亞軍   |
| 2019年 | 南澳洲羽毛球國際賽         | 國際挑戰賽 | 混合雙打 | 德揚·費迪南夏                 | 亞軍   |
| 2021年 | 奧地利羽毛球公開賽         | 國際系列賽 | 女子雙打 | 尼·克图特·马哈德维·伊斯特拉尼 | 冠軍   |
| 2021年 | 巴林羽毛球國際系列賽       | 國際系列賽 | 女子雙打 | 尼·克图特·马哈德维·伊斯特拉尼 | 準決賽 |
| 2021年 | 巴林羽毛球國際系列賽       | 國際系列賽 | 混合雙打 | Ghana Muhammad Al Ilham       | 準決賽 |
| 2021年 | 巴林羽毛球國際挑戰賽       | 國際挑戰賽 | 女子雙打 | 尼·克图特·马哈德维·伊斯特拉尼 | 準決賽 |
| 2022年 | 越南羽毛球國際系列賽       | 國際系列賽 | 混合雙打 | 陈铭康                        | 準決賽 |
| 2023年 | 加拿大羽毛球國際挑戰賽     | 國際挑戰賽 | 混合雙打 | 利安·阿剛·薩普特拉            | 冠軍   |

| 2007-2017年 | 首要超級賽 | 超級賽 | 黃金大獎賽 | 大獎賽 | 國際挑戰賽 | 國際系列賽 | 未來系列賽 | 其他 |

| 2018-2026年 | 總決賽 | 超級1000賽 | 超級750賽 | 超級500賽 | 超級300賽 | 超級100賽 | 國際挑戰賽 | 國際系列賽 | 未來系列賽 | 其他 |

### 奧運會和世錦賽參賽紀錄
|          | 搭檔          | 2021 |
| -------- | ------------- | ---- |
| 混合雙打 | 德揚·費迪南夏 | 32強 |